# Onthophagus velutinus
Onthophagus velutinus es una especie de insecto del género Onthophagus, familia Scarabaeidae, orden Coleoptera.
Fue descrita científicamente por Horn en 1875.